# Равлюк Микола Тимофійович
Мико́ла Тимофі́йович Равлю́к (12 грудня 1881, Орелець — 1 вересня 1933, Чернівці) — мовознавець, педагог і методист.

## Біографія
Родом з Снятинщини; закінчив Чернівецький університет (учень С. Смаль-Стоцького).
Під час Першої світової війни був у таборі полонених у Ташкенті, в роки громадянської війни брав участь в організації шкіл у Фергані, викладав рос. мову.
Учитель української і класичних мов у Кіцманській і Чернівецькій (з 1920) гімназіях.
Праця «Про дієприкметники й дієприслівники у творах Г. Квітки-Основ'яненка, Марка Вовчка, Ю. Федьковича й В. Стефаника» (Звідомлення гімназії в Кіцмані за 1911-12); «Українська читанка» для І і II класів гімназії (1924).